# SpringBoard
SpringBoard（スプリングボード）は、iOSにおいてホーム画面およびそれに付随した機能(通知センター、コントロールセンター、Spotlight検索等)を管理するソフトウェアである。その他の機能としてWindowServerの開始、アプリケーションの起動、いくつかのデバイスの設定などが含まれる。

## 歴史
2008年、AppleのリリースしたiPhone OS 1.1.3とJanuary App PackのアップデートによりSpringBoardにある変更がなされた。この変更により、ホームスクリーン上のアイコンのいずれかに指を置き、数秒ホールドするとアイコンが震え、ユーザーはアイコンの配列を変更したり、Webクリップを削除したり、またページの端までアイコンをドラッグすることでホーム画面にページを追加したりできるようになった。そして、ホームボタンを押すとアイコンは震えるのをやめ、再度タップにより開ける状態になる。このアイコン再配列の仕組みは2019年リリースのiOS 13でもほぼその仕様を変えることなく継続されている。
2008年7月、iPhone OS 2.0のアップデートと共にサードパーティー製アプリケーションが解禁された。これらのApp Storeからインストールされたアプリケーションはこの伝統的な「ぷるぷるモード」とも呼ぶべき再配列の方法により配置の変更、削除が行えるようになっている。
2009年6月、iPhone OS 3.0によりSpotlight検索の機能がSpringBoardに追加された。これにより、ユーザーはiPhoneにインストールされたアプリケーションやその他のファイルを検索できるようになった。
2010年6月、iPhone OS改めiOS 4.0によりホームスクリーンの壁紙とフォルダ機能が追加された。このリリースまで、SpringBoardでは(iPhone OS 3インストールしたiPadを除いて)ロックスクリーンには壁紙を設定できたものの、ホームスクリーンでは壁紙を設定することができなかった。フォルダ機能は、先述の「ぷるぷるモード」 においてあるアプリケーションアイコンを他のアイコンの上にドラッグすることでその2つのアイコンを含むフォルダを作成できる。作成されたフォルダアイコンの上に更に追加したいアイコンを重ねることでフォルダに入れることができる。フォルダからアイコンを出す場合は「ぷるぷるモード」でアイコンをフォルダの外へドラッグする。すべてのアイコンをフォルダから出すとフォルダは自動的に消える。
2016年6月に公開されたiOS 10のベータ版からはミュージック、メール、計算機、天気、株価、連絡先、Podcast、ビデオ、ヒント、ボイスメモ、メモ、iTunes Store、カレンダー、Home、Apple Books、コンパス、リマインダー、FaceTime、Watch、ファイル、マップ、探すといったプリインストールアプリの一部をホームスクリーンから取り除くことが可能になった。取り除いたアプリケーションおよびその付随機能は使用できなくなる(iPhoneでは、FaceTimeアプリは取り除いても電話アプリから発着信が可能)。再度使用したい場合はApp Storeからダウンロードするという形を取っている。「ホームスクリーンから取り除く」「App Storeからダウンロードするという形を取っている」という表現の通り、ホームスクリーンから削除されたプリインストールアプリは実際にはデバイス上から削除されているわけではなく、あくまで「非表示」の状態になっているに過ぎない。App Storeから再ダウンロードするように見えるのは、内部的に「再表示」の処理を行っているだけである(そのため他の一般的なアプリケーションと異なり、瞬時に処理が完了する)。
2019年9月に公開されたiOS 13では、アイコンを長押しした際の動作が変わり、メニューが表示されるようになった。
そこで「ホーム画面を編集」を押すことでアプリの並べ替えが可能となる。
2020年6月に発表されたiOS 14で、ホーム画面にウィジェットを表示でき、またAppライブラリという機能を利用することでホーム画面上からアプリを隠すことができる。このウィジェット機能には、Apple独自の「スマートスタック」という機能があり、時間帯やユーザーの利用状況にあわせて自動で切り替わる。
2024年6月に発表されたiOS 18では、ホーム画面のアイコンの配置が自由になり、アイコンの色を変更することが可能になった。
研究によると、多くのユーザーはSpringBoardにおいてアイコンを使用頻度、アプリケーション同士の関連性、操作性、そして美学にもとづいて配列していることが明らかになっている。